# Boophis bottae
Boophis bottae Vences & Glaw, 2002 è una rana della famiglia Mantellidae, endemica del Madagascar.

## Descrizione

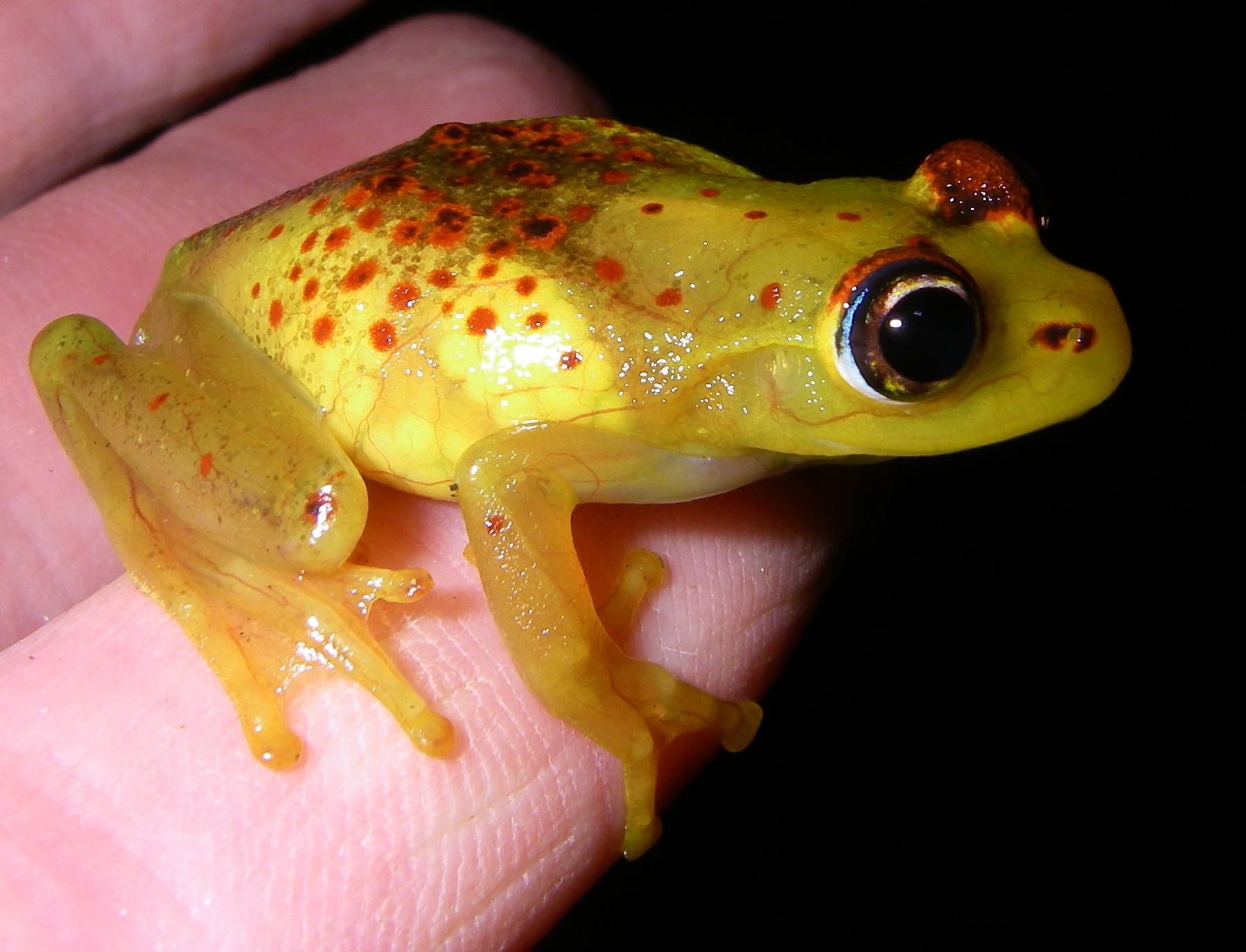

## Distribuzione e habitat
B. bottae è endemica del Madagascar orientale.
Popola le foreste pluviali della costa orientale, da 800 a 1.000 m di altitudine.

## Conservazione
La specie è considerata dalla IUCN red list come specie a basso rischio (Least Concern) di estinzione.
È protetta all'interno del Parco nazionale di Ranomafana e nella Riserva speciale di Analamazaotra